# Hyrcan II
Hyrcan II ou Jean Hyrcan II est un grand-prêtre du Temple de Jérusalem et un roi appartenant à la dynastie des Hasmonéens (mort en 30 av. J.-C.). Il est le fils d'Alexandre Jannée et de Salomé Alexandra. Il joue un rôle dans la prise du contrôle du royaume de Judée par les Romains en 63 av. J.-C. Puis il permet à Hérode le Grand de devenir roi en 37 av. J.-C.
Sa vie peut être reconstituée à partir des Antiquités judaïques de Flavius Josèphe (livres XIII à XV).

## Biographie

### Arrivée au pouvoir d’Hyrcan et son écartement après la mort de sa mère

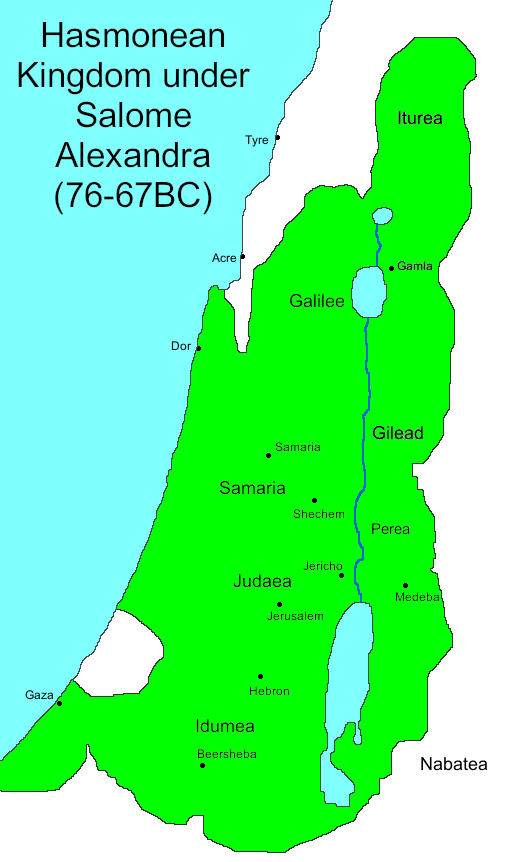
Le royaume Hasmonéen en -63.

La nomination d'Hyrcan II à la charge de grand-prêtre intervient dans le violent conflit qui oppose sadducéens et pharisiens. De même que Jean Hyrcan Ier, Alexandre Jannée « favorable à la secte des Sadducéens » avait « persécuté » les pharisiens qui, fortement opposés à lui, avaient appelé le roi séleucide de Syrie Démétrios III pour qu'ils viennent le renverser. Après avoir repoussé les envahisseurs, il avait fait crucifier huit cents pharisiens, faisant égorger leurs femmes et leurs enfants devant les crucifiés pendant leur supplice, alors que lui-même et ses concubines assistaient à la scène comme à un spectacle tout en banquetant. À sa mort, Alexandre Jannée (« le vieux lion ») lègue la royauté à sa femme Salomé Alexandra (76 av. J.-C.). Alors qu'Alexandre Jannée « avait embrassé le parti des Sadducéens et d'autres groupes sacerdotaux qui s'étaient rangés à ses côtés, la reine s'allia aux Pharisiens. La raison de cette volte-face était purement politique. Sachant qu'elle ne pourrait pas plaire en même temps aux Sadducéens et aux Pharisiens, Salomé-Alexandra, qualifiée par Josèphe de reine prudente et énergique mais un peu naïve, choisit tout simplement le camp le plus utile à sa cause. » On ne sait s'il faut croire Flavius Josèphe, pour qui c'est Alexandre Jannée lui-même qui peu de temps avant sa mort, aurait suggéré cette tactique à sa femme.
Salomé Alexandra associe aussi son fils aîné Hyrcan au pouvoir et lui transmet la charge de grand-prêtre, fonction que s’étaient attribuée les princes hasmonéens. Selon Flavius Josèphe, Hyrcan était « un être faible, dénué de cran pour la guerre ou pour les autres charges que les monarques de ce temps étaient censés assumer », « tandis qu'Aristobule aurait toute la fougue d'un jeune chef militaire. » Ce serait la raison pour laquelle sa mère l’aurait appuyé lui plutôt que son second fils, Aristobule II, de peur que celui-ci, disposant de cette haute fonction ne finisse par complètement écarter la reine du pouvoir.
Les pharisiens au pouvoir se mettent à « persécuter » tous leurs adversaires qui trouvent un défenseur en la personne d'Aristobule II. Après que quelques-uns furent exécutés ou assassinés par les pharisiens, il obtient de sa mère que les adversaires des pharisiens soient bannis plutôt que tués. Quelques-uns, jugés particulièrement compétents et fidèles à la famille hasmonéenne, sont relégués à la tête de lointaines forteresses. Alors que Salomé Alexandra était malade, Aristobule commence à rassembler ses forces. Il fait passer de son côté tous les commandants des forteresses et se proclame roi. Lorsque Hyrcan s’en plaint à sa mère, celle-ci fait emprisonner la femme d’Aristobule et ses fils, sans que cela ne permette de mettre fin à la révolte d’Aristobule.
Après la mort de Salomé Alexandra en 67 av. J.-C., « une autre guerre civile éclata entre ses deux fils Hyrcan et Aristobule, partisans l'un des Pharisiens, l'autre des sadducéens. » Hyrcan ajoute à sa fonction de grand-prêtre la couronne de roi, car il avait probablement été désigné roi par sa mère, mais son pouvoir est violemment contesté par son jeune frère Aristobule. Celui-ci, à qui Alexandra avait confié son armée, écrase les partisans de son frère près de Jéricho,, puis prend possession de Jérusalem. Hyrcan, assiégé dans le Temple avec ses partisans, hésite à se servir de la famille d'Aristobule qu'il retient en otage. Les deux frères se rencontrent dans le Temple et passent une alliance : à Aristobule revient la royauté et à Hyrcan la charge de grand-prêtre. Pour renforcer leur alliance, Alexandra, la fille d’Hyrcan épouse Jonathan Alexandre II, le fils d'Aristobule. Il paraît alors renoncer au trône ainsi qu'à la dignité de grand-prêtre en faveur de son frère cadet.

### Influence d’Antipater l’Iduméen et la guerre civile
En 66 av. J.-C., la guerre civile juive semble terminée, lorsque intervient Antipater, un Iduméen important d’une famille convertie au judaïsme sous Jean Hyrcan Ier, et dont le père Antipas était stratège (gouverneur) d’Idumée sous Alexandre Jannée. L'ambitieux Antipater a succédé à son père dans cette fonction et « il possède des troupes qui lui sont aussi fidèles qu'elles sont efficaces. » Antipater a probablement choisi de soutenir Hyrcan à cause des faiblesses de son caractère. Il en devient le principal conseiller. Antipater a plusieurs fils à qui il confie des fonctions de gouverneurs d'autres territoires. L'un de ses fils régnera par la suite en Judée sous le nom d'Hérode le Grand. Sous l’influence d’Antipater, Hyrcan décide de revenir sur son accord avec Aristobule et d’exiger le pouvoir. Hyrcan et Antipater s’enfuient à Pétra auprès d'Arétas III, roi des Nabatéens. Ils lui promettent de lui rendre plusieurs villes qu'Alexandre Jannée lui avait prises quelques décennies auparavant en échange de son appui contre Aristobule.
Arétas III entre en guerre contre Aristobule et détruit une partie de son armée. Celui-ci se réfugie à Jérusalem et se retrouve assiégé dans le Temple. Arétas et son armée, avec Hyrcan et Antipater, assiègent Aristobule pendant la Pâque 64 av. J.-C. « Le peuple et les Pharisiens soutiennent Hyrcan qui fait figure de souverain légitime en raison de son droit d'aînesse, mais la puissante caste des Sadducéens reste majoritairement fidèle à Aristobule. » Au cours du siège, Flavius Josèphe raconte la mort de Honi haMe'aguel, un sage qui savait faire tomber la pluie grâce à ses prières. Il est exécuté par les partisans d'Hyrcan, pour avoir refusé de maudire Aristobule. Le Talmud raconte une autre version. Puni par Dieu, pour avoir fait une réflexion sur l'inutilité de planter des caroubiers puisque l'arbre met 70 ans à pousser, il aurait été plongé dans un sommeil de 70 ans. Toutefois, lorsqu'il s'est réveillé, 70 ans plus tard, personne ne l'a reconnu.

### L’intervention de Rome

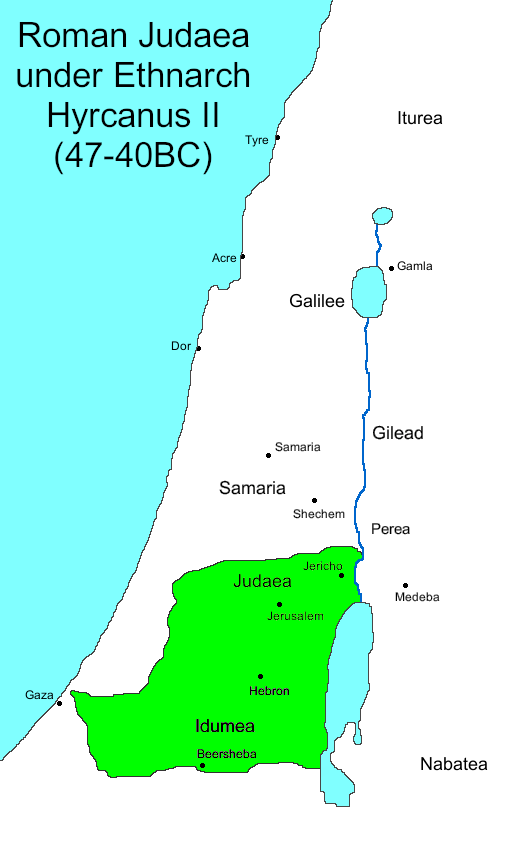
La Judée romaine sous Hyrcan II.

Le siège cesse lorsque le général romain Pompée, en campagne militaire en Orient, envoie Aemilius Scaurus à Damas. Aristobule et Hyrcan lui envoient immédiatement des ambassadeurs. « Le choix de Scaurus se porte sur le client le plus solvable: Aristobule maître du Temple et du trésor sacré. » De plus, réfugié dans le Temple qui est une véritable forteresse, il est plus difficile à vaincre qu'Hyrcan et ses alliés nabatéens, ce qui devrait permettre d'éviter un siège long et difficile. La seule menace du Romain oblige Arétas et Antipater à se retirer immédiatement de Jérusalem. Entre-temps, Pompée vainqueur de Tigrane II d'Arménie, arrive lui-même dans la région, Aristobule prend dans le Temple une extraordinaire pièce d’orfèvrerie : une vigne en or massif qui ne vaut pas moins de 500 talents et l'envoie en cadeau à l'Imperator.
Antipater, se rend toutefois auprès de Pompée et parvient à le convaincre de fournir un arbitrage entre Hyrcan et Aristobule. « Pompée convoque alors les deux frères et les somme de s'expliquer. » Il fait secrètement le choix d'Hyrcan, plus faible à ses yeux, mais ne dit rien et fait avancer ses troupes en prétextant une expédition contre les Nabatéens. Alors que son armée longe le Jourdain, il convoque Aristobule et lui ordonne de lui livrer immédiatement toutes les places fortes de Judée, ce qu'Aristobule s'empresse de faire. Parvenu à Jéricho, il fait prisonnier Aristobule et le contraint à écrire une lettre à ses officiers et aux prêtres de Jérusalem, dans laquelle il ordonne de livrer la ville aux Romains. Mais les partisans d'Aristobule, refusent d'obéir tant que celui-ci est l'otage de Pompée et se barricadent dans le Temple.
Pompée assiège Jérusalem, mais les hommes de Jean Hyrcan II ouvrent les portes de la ville aux Romains. L'assaut final se conclut en carnage contre les partisans d'Aristobule (-63), qui se réfugient dans le Temple. Vers la fin de l'automne -63, après trois mois de siège, Pompée investit le Temple. L'imperator pénètre même dans le Temple et constate éberlué que le saint des saints, où seul le grand-prêtre a le droit d'entrer une fois par an, est complètement vide. Il fait lui-même l'inventaire du trésor sacré, estimé à 2000 talents, mais s'abstient d'y toucher. « Le lendemain, il remet officiellement le titre de grand-prêtre à Hyrcan II, en même temps que la garde du trésor » et ordonne pour le lendemain la purification du sanctuaire et la reprise des rites. Les Psaumes de Salomon, 2 et 8, font écho de manière cryptée à ces événements.
La Judée est désormais « assujettie à Rome : Hyrcan n'a plus le droit d'user du titre royal ; il s'engage à payer aux Romains un tribut annuel au nom des Juifs. » « C'est la fin de l'indépendance juive gagnée un siècle plus tôt sur les Séleucides. » Le royaume hasmonéen a vécu ; il est démembré. Les villes hellénistiques qui avaient été conquises par les souverains hasmonéens, depuis Jonathan jusqu’à Alexandre Jannée, telles que Jaffa, Beth Shéan, Gaza, Joppé, la Tour de Straton, ainsi que Pella, Gérasa et Dion en Décapole, sont rendues à leurs anciens habitants et intégrées à la province romaine de Syrie. La Judée ne devient pas une province romaine, mais « elle n'est dans les faits qu'un protectorat romain. »
De plus, le gouvernement réel revient à Antipater. Hyrcan II conserve le pontificat et le pouvoir du parti pharisien se trouve renforcé. Pompée rentre à Rome emmenant en captivité avec lui Aristobule et ses fils. Arétas III conserve son trône en payant 300 talents à Scaurus, qui est bientôt remplacé au poste de gouverneur de Syrie par Philippus (59-58 av. J.-C.), Marcellinus (58-57 av. J.-C.) puis Gabinius (57-55 av. J.-C.).

### La révolte d’AlexandreII
En -58, Jonathan Alexandre II, un fils d’Aristobule, s’enfuit de Rome et rejoint la Judée. Il réunit des hommes et se proclame roi. Hyrcan est obligé de fuir Jérusalem et de se tourner vers Gabinius pour recevoir son aide. Gabinius réprime la révolte, fait prisonnier Alexandre et fait rentrer Hyrcan à Jérusalem. De toutes ses fonctions, il ne reste plus à Hyrcan que la charge de grand-prêtre.
Hyrcan II et son mentor Antipater demeurent fidèles à Rome, en dépit de l'abaissement de l'état judéen et des mesures vexatoires imposées par la nouvelle puissance conquérante. En -54, le proconsul Crassus passe par la Judée en allant mener une campagne contre les Parthes. Il pille le trésor du Temple de Jérusalem, comme il a spolié différents sanctuaires de la région. La population trouve une occasion de réagir après la défaite romaine face aux Parthes à la bataille de Carrhes, où le proconsul Crassus est tué (-53). Bien qu'Aristobule II soit toujours prisonnier à Rome, Peitholaos, un de ses partisans organise alors une révolte qui est matée par le proconsul Cassius Longinus. Les Romains continuent à poursuivre les partisans d’Aristobule et détruisent la ville de Taricheae sur les bords du lac de Tibériade (identifiée par la suite à Magdala), réduisant 30 000 Juifs en esclavage. Sur les conseils d'Antipater, Cassius fait mettre à mort Peitholaos, puis impose à Jonathan Alexandre II un traité qui le contraint à l'inaction.

### Jules César
L'arrivée au pouvoir de Jules César à Rome donne une dernière occasion à Aristobule et à ses partisans. La maison d’Hyrcan était jusqu’à présent protégée par les partisans de Pompée qui étaient engagés dans une guerre civile avec la puissance montante de César. Aristobule reçoit le commandement de deux légions en Syrie, mais il est empoisonné par des hommes de Pompée. Son fils, Jonathan Alexandre II, est égorgé à Antioche sur ordre de Pompée.
Après la défaite de Pompée à Pharsale, César poursuit Pompée en Égypte, où il arrive quatre jours après la mort de son vieil ami. Il se retrouve en difficulté après s'être impliqué dans les querelles entre Cléopâtre et son frère, le jeune roi Ptolémée XIII. Confronté au soulèvement de la population, il fait appel à une expédition de secours. De nombreux dynastes et cités de Syrie s'empressent d'y participer et en particulier Antipater, le conseiller d'Hyrcan. Tous deux manifestent leur soutien à César et encouragent les Juifs d’Égypte à s’associer à ses soldats. César confirme Hyrcan dans la grande prêtrise, le nomme ethnarque des Juifs et nomme Antipater administrateur de la Judée. Jaffa est réintégrée dans les limites du royaume. César permet à Hyrcan de reconstruire les murailles de Jérusalem rasées par Pompée.

### Les fils d'Antipater
Antipater nomme en 47 av. J.-C. son fils aîné Phasaël stratège de Jérusalem et son fils cadet Hérode stratège de Galilée. L'exécution d'un haut personnage appelé Ezéchias, chef des insurgés galiléens sert de prétexte à l'élite sacerdotale pour contester son action. Hyrcan pour jouer son jeu personnel ou parce qu'il est contraint de sauver les apparences, convoque Hérode pour qu'il vienne s'expliquer. Hérode est contraint de se justifier devant le Sanhédrin. Appuyé par le gouverneur de Syrie Sextus César et à la suite d'une intervention ambiguë du leader pharisien Saméas (Shemayah ou Shammaï ?), Hérode est acquitté. Sextus César le nomme alors stratège de Cœlé-Syrie et de Samarie (46 av. J.-C.).
Après le meurtre de César le 15 mars 44 av. J.-C., Antipater et son fils Hérode se rallient au gouverneur de Syrie, Caecilius Bassus, ex-partisan de Pompée.

### Arrivée au pouvoir d’AntigoneII
Lorsqu'Antipater est assassiné en -43, son fils Hérode prend sa place et se rallie au nouveau pouvoir romain.
En 40 av. J.-C., les Parthes envahissent toute la Syrie romaine, pendant que leur allié Labienus, un général romain partisan des républicains et missionné  auprès des Parthes par Brutus et Cassius pour obtenir l'aide du Roi des rois, prend le contrôle des territoires du sud de la Turquie actuelle. Les rois arabes se rallient sans difficulté aux Parthes comme Ptolémée Mennaeus, puis son fils Lysanias, rois d'Iturée, c'est aussi le cas d'autres rois de la région, jusque-là rois clients des Romains.
Le prince hasmonéen Antigone II Mattathiah (Antigone ben Aristobule) qui s'était réfugié chez Ptolémée Mennaus, après le meurtre de son père par les romains et sa disgrâce au profit de son frère Hyrcan II, s'allie aux Parthes. C'est Ptolémée Mennaus qui a joué le rôle d'intercesseur.
Antigone profite de la situation pour rassembler ses partisans, prendre le contrôle de Jérusalem avec ses propres forces et se proclamer roi. Lysanias parvient alors à convaincre le satrape Barzapharnès de soutenir les prétentions royales d'Antigone contre Hyrcan II et son soutien principal Hérode, qui sont trop liés aux Romains pour pouvoir se rallier facilement aux Parthes. Selon les détracteurs d'Antigone et Flavius Josèphe, pour emporter cette décision, il aurait promis 1 000 talents et cinq cents femmes » de la noblesse de la région au satrape qui conduit les armées parthes en direction de la Judée, à condition qu'il l'aide à éliminer les fils d'Antipater, dont Hérode.
Barzapharnès fournit alors à un général parthe, qui comme le fils du roi Orodès s'appelle Pacoros, une armée parthe composée essentiellement de cavalerie. Ce dernier s'avance jusqu'à Jérusalem que les partisans d'Antigone contrôlent, mais où Hérode et Hyrcan sont solidement retranchés dans une forteresse. Les troupes de Pacoros restent à l'extérieur de Jérusalem. Usant de duplicité, Pacoros invite Phasaël et Hérode à se rendre en Galilée auprès de Barzapharnès. Hérode refuse, mais Phasaël accepte avec Hyrcan II, pour que Barzapharnès arbitre le conflit entre les deux prétendants au trône.
Toutefois, peu de temps après être parvenus dans la région de Ptolémais, les deux hommes se rendent compte qu'ils sont prisonniers,. Phasaël se suicide et Antigone obtient qu'une des oreilles d'Hyrcan soit coupée, ce qui l'empêche définitivement d'être grand-prêtre, car un homme ayant un défaut physique est disqualifié pour cette fonction. Les adversaires d'Antigone feront courir le bruit que c'est Antigone lui-même qui lui aurait arraché l'oreille avec les dents. Hyrcan est ensuite envoyé chez les Parthes dans la partie nord de la Mésopotamie, où il est bien accueilli par les communautés juives de la région. De son côté Hérode parvient à sortir de Jérusalem avec 9 000 de ses partisans, en emmenant sa famille avec lui.

### Sa vie dans l’ombre d’Hérode et la fin de la dynastie hasmonéenne
En -39, envoyé par Marc Antoine, le général romain Publius Ventidius Bassus chasse les Parthes de Syrie,,. Au printemps 37 av. J.-C., Hérode met le siège devant Jérusalem. Laissant ses hommes à l'ouvrage, il s'absente quelques jours, le temps d'aller se marier en Samarie avec Mariamne l'Hasmonéenne, petite fille d'Hyrcan et la nièce d'Antigone. Jérusalem tombe au bout de cinq mois (le 8 juillet).
Sous la protection de Marc Antoine qui gouverne l’Orient, Hérode qui avait été proclamé roi de Judée à l'unanimité du Sénat romain en décembre 40 av. J.-C., se proclame roi des Juifs devant la population de Jérusalem. Hyrcan, toujours en exil à Babylone, est libéré grâce à l’intervention d’Hérode (36 av. J.-C.). Le roi de Judée craint en effet qu’Hyrcan ne s’attire les faveurs de la riche communauté juive de Babylonie et que cela ne constitue un danger pour son pouvoir. Il l’invite donc à rentrer à Jérusalem. Selon Moïse de Khorène et Thomas Arçrouni, Ma'nu Saphul qui espérait tirer une rançon de la libération d'Hyrcan, se retourne alors contre le juif Enanus qui l'a laissé partir. Enanus est un général qui a le titre prestigieux de « pose-couronne », car il posait la couronne sur la tête des rois. Il sera tourmenté par Ma'nu Saphul, mais celui-ci lui laissera finalement la vie sauve grâce à l'intervention d'un de ses ancêtres, Dchadchour prince de la maison des Ardzrouni, précise Thomas Arçrouni.
Aristobule III, petit-fils d’Hyrcan et frère de Mariamne l'Hasmonéenne, est alors le dernier prétendant légitime de la dynastie hasmonéenne. Avec Hyrcan, il représente un danger pour Hérode. Hérode lui accorde la charge de grand-prêtre bien qu'il n'ait que 17 ans, puis le fait noyer dans son palais de Jéricho. Cela soulève contre lui sa femme Mariamne, sa belle-mère Alexandra et Hyrcan. Hérode fait finalement tuer Hyrcan en 30 av. J.-C., Alexandra et Mariamne en 29 av. J.-C., puis les deux fils qu’il avait avec Mariamne, Alexandre et Aristobule IV, quelques années plus tard, en 7 av. J.-C. Il est enterré à l'Alexandrion.
Selon Flavius Josèphe, Hyrcan II a laissé le souvenir d’un personnage de peu d'énergie et de faible détermination, qui par son alliance avec les Romains s'est rendu complice de l'abaissement de la Judée et de la profanation du Temple, qui n’a pas su s’opposer avec vigueur aux menées dirigées contre lui par ses neveux et qui enfin est resté sous la coupe de son mentor Antipater. Il faut cependant remarquer que l'histoire de Josèphe s'appuie sur des historiens hellénisés donc généralement hostiles aux souverains juifs hasmonéens. Nicolas de Damas en particulier, en tant que secrétaire d'Hérode, cherche à mettre en valeur la personnalité d'Antipater au détriment de celle d'Hyrcan.
Hyrcan II a maintenu la législation et les traditions religieuses juives. Au cours de son pontificat, ce sont les pharisiens qui ont eu la haute main sur l’interprétation de la Loi, et sous son règne les Esséniens, marqués par la profanation du Temple, développèrent des idées messianiques. Le Commentaire d’Habacuc, un des manuscrits de la mer Morte de type midrash pesher qui applique la prophétie biblique à l’histoire de la secte, laisse entendre que son chef spirituel, le Maître de Justice, a été supplicié par un « prêtre impie ». Ce « prêtre impie » est peut-être Hyrcan II.